# Pečky
Pečky är en stad i Tjeckien.   Den ligger i regionen Mellersta Böhmen, i den centrala delen av landet, 40 km öster om huvudstaden Prag. Pečky ligger 199 meter över havet och antalet invånare är 4 317.
Terrängen runt Pečky är platt, och sluttar norrut. Runt Pečky är det ganska tätbefolkat, med 124 invånare per kvadratkilometer. Närmaste större samhälle är Poděbrady, 8,6 km nordost om Pečky. Trakten runt Pečky består till största delen av jordbruksmark.